# Prvenstvo Anglije 1899
Prvenstvo Anglije 1899 v tenisu.

## Moški posamično
Reginald Doherty :  Arthur Gore, 1-6, 4-6, 6-3, 6-3, 6-3

## Ženske posamično
Blanche Bingley Hillyard :  Charlotte Cooper, 6-2, 6-3

## Moške dvojice
Reginald Doherty /  Lawrence Doherty :  Harold Nisbet /  Clarence Hobart, 7–5, 6–0, 6–2